# Puerto Naos
Puerto Naos est une station balnéaire de l'île de La Palma dans l'archipel des îles Canaries. Elle fait partie de la commune de Los Llanos de Aridane.

## Situation
Puerto Naos se situe sur la côte ouest de l'île de la Palma à environ 6 km au sud de Los Llanos de Aridane.

## Historique
La station s'est essentiellement développée au cours des années 1980 et 1990. Auparavant, les habitants vivaient essentiellement de la pêche et de la culture de la banane, encore aujourd'hui omniprésente le long de cette côte.

## Description
La station compte 981 habitants en 2021. Avec Los Cancajos situé sur la côte est, elle est la principale station balnéaire de la Palma.
Elle possède une plage de sable noir d'une longueur d'environ 440 mètres plantée de quelques palmiers et précédant une large digue aménagée en promenade. Les activités sportives les plus prisées sont le parapente et la plongée sous-marine.
Une autre plage de sable noir se situe deux kilomètres plus au sud. Il s'agit de la plage d'El Charco Verde, longue d'environ 180 mètres.

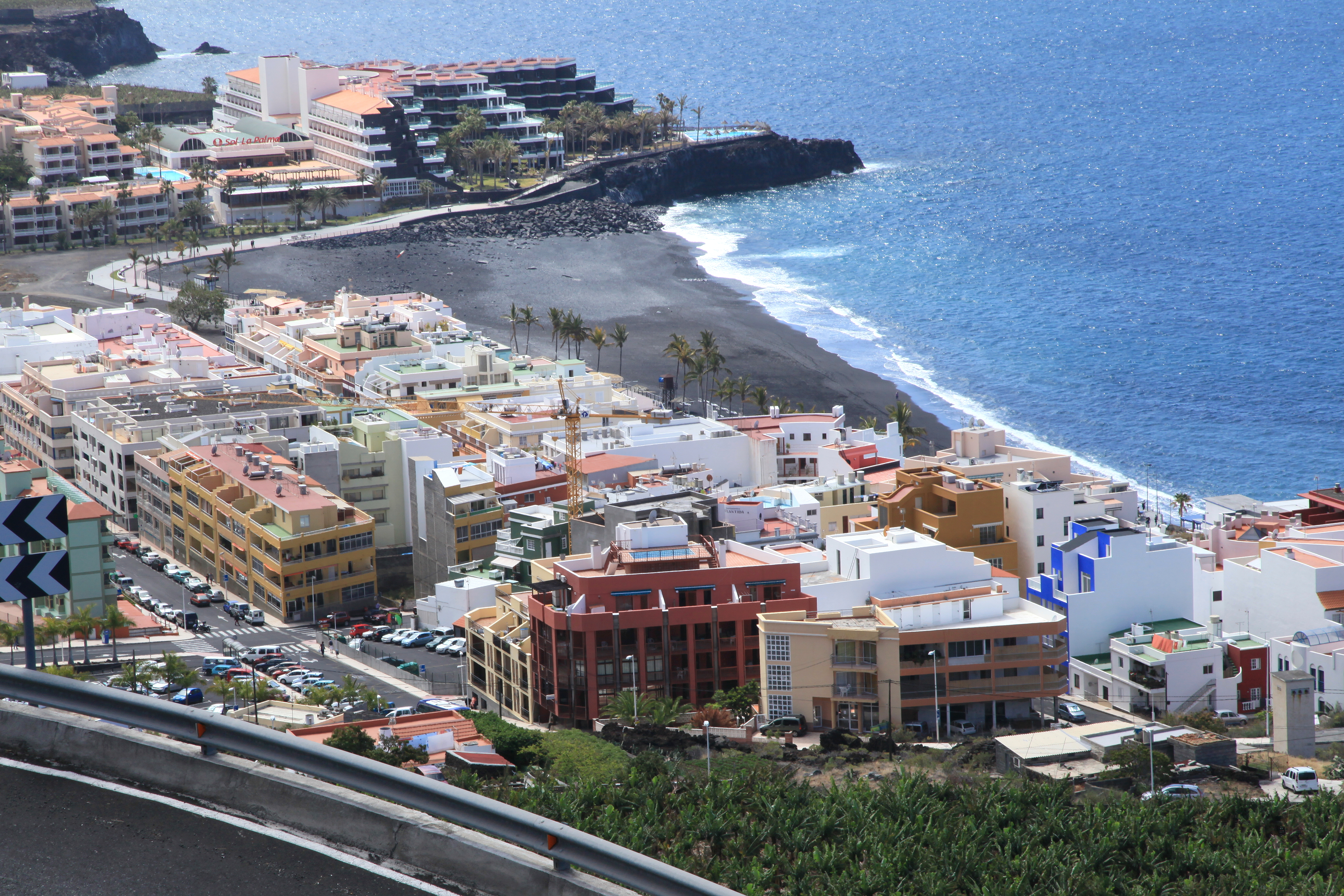
Vue générale de Puerto Naos avec, au fond, le complexe hôtelier Sol La Palma.

### Éruption de 2021

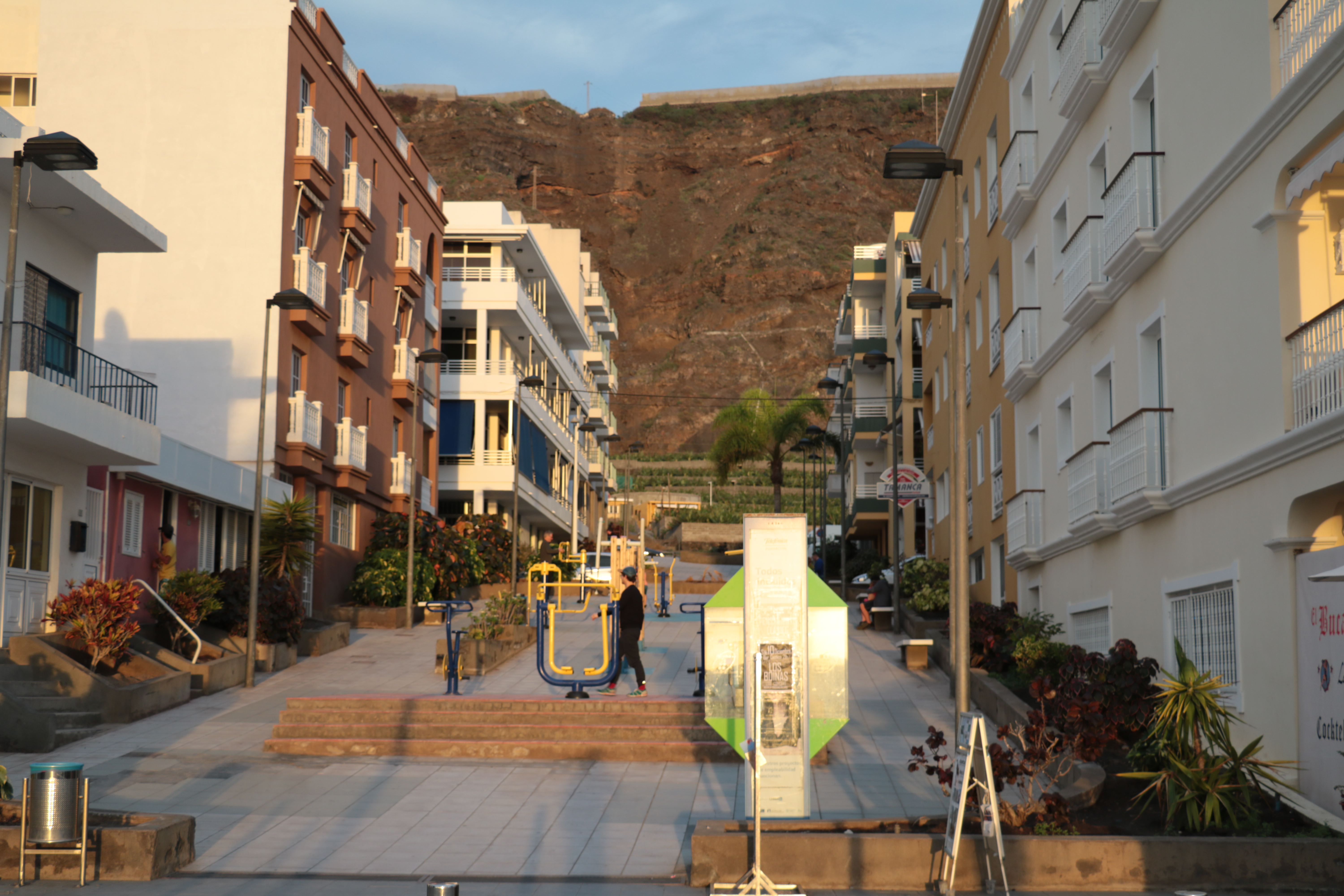
Calle Mauricio Duque Camacho à Puerto Naos.

Le 19 septembre 2021, tous les habitants du village et les touristes hébergés ont dû être évacués de façon préventive à cause de l’éruption qui s’est produite à quelques kilomètres du village dans la zone connue comme la Tête de vache.

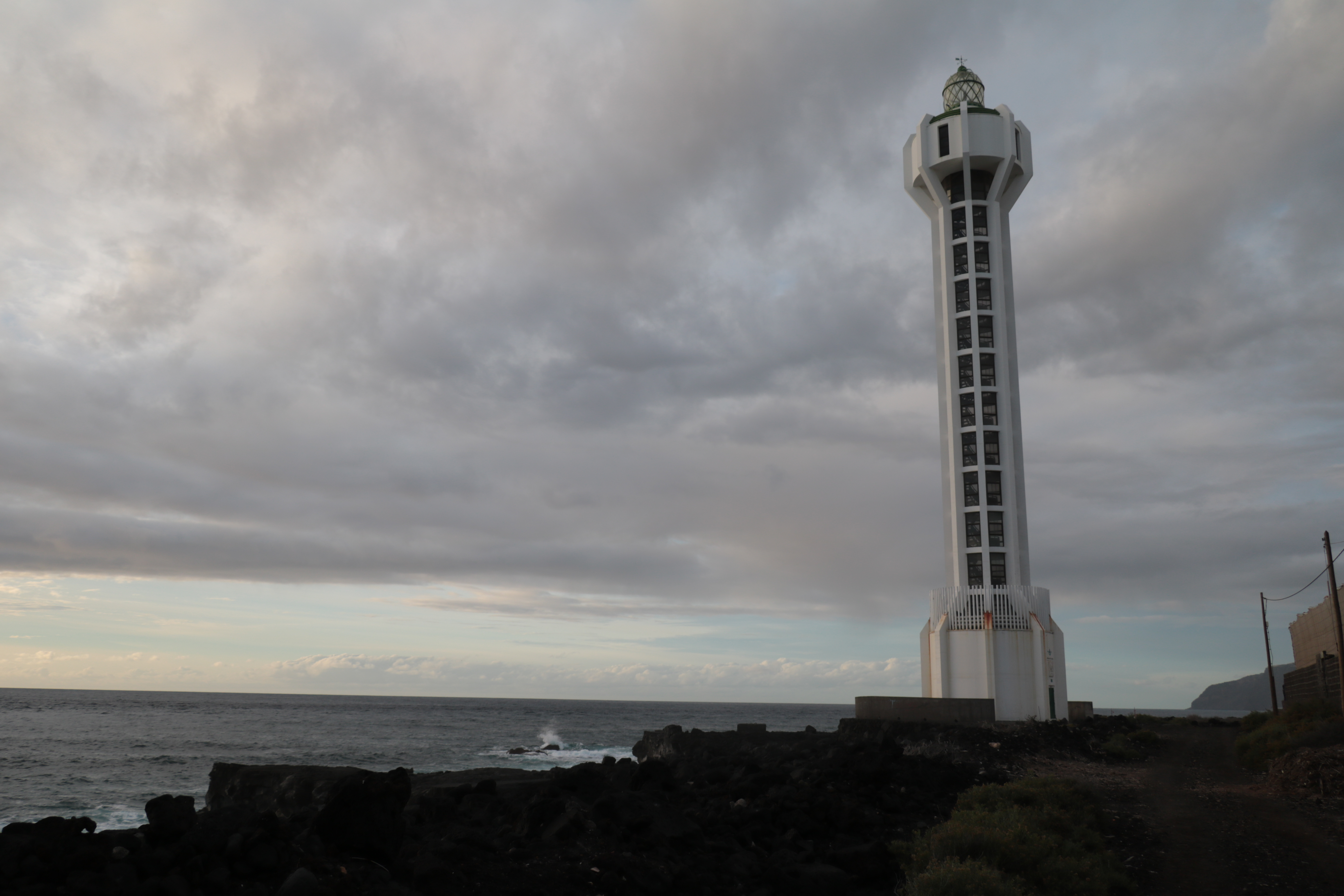
Phare de las Hoyas à La Bombilla, Puerto Naos (La Palma).

Le mercredi 22 septembre, la route d’accès au village qui passe par Todoque est restée sous la coulée qui avançait vers la côte. Le volcan a cessé le 13 décembre de la même année, cependant, un an après, les habitants ne peuvent toujours pas accéder à Puerto Naos qui a été décrétée zone inhabitable à cause des émanations de CO2. Le village est toujours fermé en 2023. Le site du complexe hôtelier Sol La Palma espère une réouverture pour janvier 2024.

## Fiction
En décembre 2024, la plate-forme Netflix sort une mini-série norvégienne en quatre épisodes intitulée La Palma dans lequel l’île est victime d’un tsunami. L’intrigue principale se passe à Puerto Naos.